# رينالدو مارتينو
رينالدو مارتينو (6 أكتوبر 1921 في الأرجنتين - 15 نوفمبر 2000 ببوينس آيرس في الأرجنتين) هو لاعب كرة قدم أرجنتيني في مركز الهجوم، شارك في كأس أمريكا الجنوبية 1945 وكأس أمريكا الجنوبية 1946. وشارك مع منتخب الأرجنتين لكرة القدم ومنتخب إيطاليا لكرة القدم. أما مع النوادي، فقد لعب مع بوكا جونيورز ونادي سان لورينزو وناسيونال مونتيفيديو ويوفنتوس ونادي سيرو.

## وصلات خارجية
- رينالدو مارتينو على موقع قاعدة بيانات كرة القدم.إي يو (الإنجليزية)
- رينالدو مارتينو على موقع ناشيونال فوتبول تيمز (الإنجليزية)
- رينالدو مارتينو على موقع عالم كرة القدم.نت (الإنجليزية)